# The Railroad Raiders of '62
The Railroad Raiders of '62 er en amerikansk stumfilm fra 1911 af Sidney Olcott.

## Medvirkende
- Jack J. Clark
- Robert Vignola
- JP McGowan